# Agalope
Agalope är ett släkte av fjärilar. Agalope ingår i familjen bastardsvärmare.

## Dottertaxa tillAgalope, i alfabetisk ordning[1]
- Agalope angustifasciata
- Agalope ardjuna
- Agalope aurelia
- Agalope basalis
- Agalope basiflava
- Agalope bieti
- Agalope bifasciata
- Agalope buruensis
- Agalope ceramensis
- Agalope davidi
- Agalope dejeani
- Agalope diluta
- Agalope eroniodes
- Agalope formosana
- Agalope fumosa
- Agalope glacialis
- Agalope grandis
- Agalope hemileuca
- Agalope hyalina
- Agalope immaculata
- Agalope javana
- Agalope javanica
- Agalope karenkonis
- Agalope livida
- Agalope lucia
- Agalope olga
- Agalope olgae
- Agalope parthenie
- Agalope primularis
- Agalope sanguifasciata
- Agalope simplex
- Agalope trimacula